# Chiesa della Madonna dell'Olmo (Cuneo)
La chiesa della Madonna dell'Olmo è la parrocchiale di Madonna dell'Olmo, frazione di Cuneo, in provincia di Cuneo e diocesi di Cuneo-Fossano; fa parte della zona pastorale dell'Oltrestura.

## Storia
Sul sito della chiesa attuale esisteva fin dal XV secolo una piccola cappella dedicata alla Madonna, forse con un pilone processionale. Nel 1593 sarebbe avvenuta l'apparizione mariana a un sordomuto che custodiva il bestiame nelle vicinanze del pilone. Il pastore riebbe la voce e, da questo episodio, prese avvio la costruzione del santuario.. 
Nel 1594, con una cerimonia ufficiale tenutasi il 5 agosto, i monaci agostiniani iniziarono la costruzione della primitiva chiesa e del chiostro; l'opera, progettata da Ercole Negro di Sanfront, fu compiuta nel 1609.
Nel 1609 venne eretta la torre campanaria e nel 1648 si procedette all'aggiunta della cupola della chiesa.
Nel 1802, in seguito all'emanazione del decreto di scioglimento di ordini e congregazioni religiose in Piemonte, il luogo di culto fu soppresso; otto anni dopo venne acquistato all'asta da un ex frate, che lo riaprì ai fedeli e lo cedette a un rettore.
La chiesa il 14 aprile 1825 fu eretta a parrocchiale e nel 1856 venne interessata da un ampio intervento di rifacimento su disegno dell'architetto Calza.
Nel 1905 l'edificio fu nuovamente rimaneggiato e ampliato secondo il progetto redatto dall'ingegnere Angelo Caviglia; nel 1995 venne adeguato alle norme postconciliari mediante l'aggiunta dell'ambone e dell'altare rivolto verso l'assemblea.

## Descrizione

### Esterno
La facciata a capanna della chiesa, rivolta a levante e scandita da quattro lesene tuscaniche sorreggenti la trabeazione e il frontone triangolare, presenta centralmente il portale d'ingresso timpanato, una sacra raffigurazione e una finestra a lunetta, mentre ai lati s'aprono quattro nicchie.
Annesso alla parrocchiale è il campanile a base quadrata, la cui cella presenta su ogni lato una serliana ed è coronata dalla cupoletta poggiante sul tamburo ottagonale.

### Interno
L'interno dell'edificio si compone di un'unica navata, sulla quale si affacciano le cappelle laterali introdotte da archi a tutto sesto e le cui pareti sono scandite da paraste sorreggenti la trabeazione modanata e aggettante sopra la quale si imposta la volta; al termine dell'aula si sviluppa il presbiterio, rialzato di alcuni gradini e chiuso dall'abside.
Qui sono conservate diverse opere di pregio, la maggiore delle quali è la pala raffigurante la Madonna dell'Olmo tra San Francesco e San Bernardo, risalente al XVI secolo.